# Parapallene challengeri
Parapallene challengeri là một loài nhện biển trong họ Callipallenidae. Loài này thuộc chi Parapallene. Parapallene challengeri được miêu tả khoa học năm 1937 bởi Calman.